# Browning M1918
M1918 Browning Automatic Rifle là loại súng máy hạng nhẹ được quân đội Mỹ sử dụng trong Thế chiến 1 (cuối cuộc chiến), Thế chiến 2 và nhiều cuộc chiến khác sau đó nữa. Đây là một trong những sản phẩm được biết đến nhiều nhất của nhà thiết kế John Browning. Mặc dù tên của nó là M1918 "Browning Automatic Rifle" (Súng trường tự động Browning) nhưng trên thực tế nó lại là súng máy hạng nhẹ (trung liên). M1918 Browning Automatic Rifle được quân Mỹ gọi bằng cái tên khác ngắn gọn hơn là M1918 BAR (hay BAR). Khẩu BAR có nhiều biến thế khác nhau, nhưng nổi tiếng nhất trong số chúng là 2 biến thể: M1918 BAR và M1918A2 BAR.

## Lịch sử hoạt động

### Thế chiến 1
Xuất hiện lần đầu vào tháng 9 năm 1918, thời điểm chỉ còn 2 tháng nữa là cuộc chiến kết thúc nhưng khẩu BAR đóng một vai trò không nhỏ trong việc làm nên chiến thắng của Quân đội Hoa Kỳ trong trận Meuse-Argonne tàn khốc. Sau khi cuộc chiến này kết thúc, Quân đội Pháp đã mua 15,000 khẩu súng này từ Mỹ để thay thế cho 2 mẫu súng máy hạng nhẹ M1909 Benet-Merciè và M1915 Chauchat đã lỗi thời.

### Thế chiến 2
Đến năm 1938, Quân đội Mỹ đã tiến hành chuyển đổi BAR từ một khẩu súng trường tự động thành một khẩu súng máy hạng nhẹ. Phiên bản mới này được gọi là M1918A2 BAR. Trong Chiến tranh thế giới thứ hai thì khẩu BAR được nhìn thấy sử dụng hết sức rộng rãi với vai trò là súng máy hạng nhẹ tiêu chuẩn cấp tiểu đội, chuyên dùng để yểm trợ hỏa lực hạng nhẹ cho bộ binh, lính thủy đánh bộ và lính dù Mỹ tiêu diệt đối phương. Nó được khen ngợi vì tốc độ bắn cao, dễ cơ động, bắn chính xác... Nhưng nhược điểm của nó là băng đạn chỉ có 20 viên, quá ít với một khẩu súng máy hạng nhẹ (để so sánh, khẩu Bren của Anh mang được băng đạn 30 viên, khẩu Degtyarov DP của Liên Xô mang được trống đạn 47 viên), khiến xạ thủ phải dừng bắn liên tục để thay băng đạn. Trong trận đánh ác liệt thì đây là mối nguy rất lớn cho xạ thủ.

### Chiến tranh Triều Tiên
Trong Chiến tranh Triều Tiên, những khẩu BAR cùng với rất nhiều loại vũ khí khác được Hoa Kỳ hỗ trợ cho đồng minh Hàn Quốc dưới dạng viện trợ quân sự. Khẩu BAR giúp Quốc quân Đại Hàn Dân Quốc và Quân đội Hoa Kỳ chống lại chiến thuật biển người của Quân đội Nhân dân Triều Tiên và Chí nguyện quân Trung Quốc trong cuộc chiến này. Nó được lính Hàn Quốc khen ngợi là: "Những người bạn đồng hành ăn ý nhất của quân đội chúng ta".

### Chiến tranh Việt Nam
BAR vẫn được sử dụng trong giai đoạn đầu của Chiến tranh Việt Nam, khi Hoa Kỳ chuyển giao một số lượng vũ khí từ thời Thế chiến 2 của nước này cho Quân lực Việt Nam Cộng hòa. Từ sau năm 1967, nó dần bị thay thế bằng súng máy M60. Một số khẩu BAR bị Quân Giải phóng miền Nam Việt Nam tịch thu và sử dụng.

### Sau chiến tranh Việt Nam
Sau khi Chiến tranh Việt Nam kết thúc thì khẩu BAR vẫn còn nhìn thấy được sử dụng mãi cho đến tận những năm cuối thập niên 1990 thì mới bị loại bỏ hoàn toàn khỏi biên chế của các quân đội khác nhau trên toàn thế giới.

### Ảnh hưởng
Ảnh hưởng của khẩu BAR lên các thiết kế súng khác nhau trên toàn thế giới là rất lớn. Ví dụ như ZB vz. 26 (của Tiệp Khắc), Chatellerault FM 24/29 (của Pháp), hay là khẩu M240 (khẩu M240 có cơ chế điểm hỏa viên đạn tham khảo từ khẩu BAR), súng trường tiến công HCAR (Heavy Counter Assault Rifle) - phiên bản BAR do hãng vũ khí Ohio Ordance hiện đại hóa,...

## Các quốc gia và vùng lãnh thổ sử dụng M1918 BAR
- Liên Hợp Quốc
- Hoa Kỳ
- Vương quốc Liên hiệp Anh và Bắc Ireland
- Hồng Kông
- Ma Cao
- Bồ Đào Nha
- Việt Nam Dân chủ Cộng hòa
- Cộng hòa Miền Nam Việt Nam

Việt Nam cộng hòa 
- Việt Nam
- Philippines
- Hàn Quốc
- Cộng hòa Dân chủ Nhân dân Triều Tiên Tịch thu của Hàn Quốc và Mỹ và  Đồng minh chư hầu của Mỹ
- Indonesia
- Singapore
- Brunei
- Đông Timor
- Úc
- New Zealand
- Pháp
- Liên bang Đông Dương
- Bỉ
- Hà Lan
- Hy Lạp
- Brasil
- Thổ Nhĩ Kỳ
- Tây Ban Nha
- Campuchia
- Lào
- Israel
- Malaysia
- Trung Quốc
- Trung Hoa Dân Quốc
- Italia
- Ấn Độ
- UAE
- Nam Phi
- Sudan
- Pakistan
- Cuba
- Bangladesh
- Colombia
- Bỉ
- Ba Lan
- Ai Cập
- Áo
- Mexico
- Phần Lan
- Đan Mạch
- Thụy Điển
- Tây Đức
- Đức
- Thụy Sĩ
- Nhật Bản
- Thổ Nhĩ Kỳ